# Tora-Typ
Der Tora-Typ ist ein kleiner Küstenmotorschiffstyp der 1980er Jahre.

## Geschichte
Die Größe der deutschen Küstenschiffe nahm in den Jahrzehnten nach dem Zweiten beständig zu. Die Kümos der ersten Nachkriegszeit hatten meist eine Vermessung von höchstens 299 Bruttoregistertonnen (BRT), ab Mitte der 1950er Jahre wuchs die Vermessung auf bis zu 499 BRT, seit den frühen 1970er Jahren auf 999 BRT und in den 1970er Jahren weiter auf 1599 BRT. Anfang der 1980er Jahre war die Generation der kleinen Nachkriegsbauten zu großen Teilen aus der deutschen Küstenschiffsflotte verschwunden – es gab in den kleineren Hafenplätzen der Nord- und Ostsee aber weiterhin einen Markt für kleine flachgehende Kümos. Nachdem über ein Jahrzehnt keine Neubauten für dieses Marktsegment mehr gebaut worden waren, bot die Husumer Schiffswerft 1980 erstmals einen mit nur 299 Bruttoregistertonnen vermessenen Schiffstyp an, von dem in der Folge insgesamt sieben Einheiten auf der Husumer Schiffswerft und der Kröger-Werft in Rendsburg entstanden. Das Typschiff der Serie war die 1981 in Husum abgelieferte Tora, den Abschluss bildete die 1986 in Rendsburg fertiggestellte Eros. Bis 1989 lieferte die Husumer Schiffswerft zudem einige vergrößerte Folgebauten des Typs ab.

## Technik

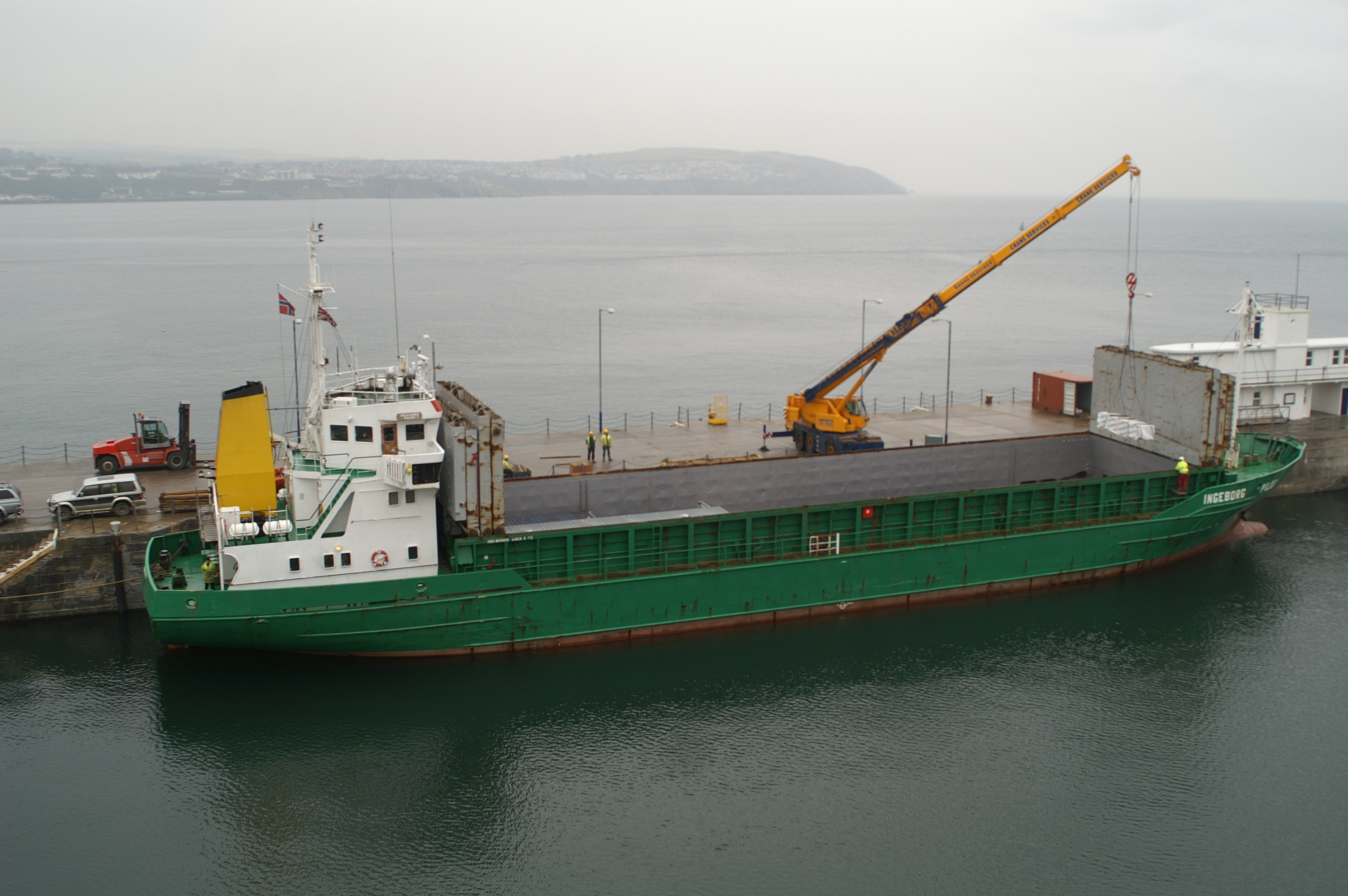
Ladungsumschlag auf der Ingeborg Pilot

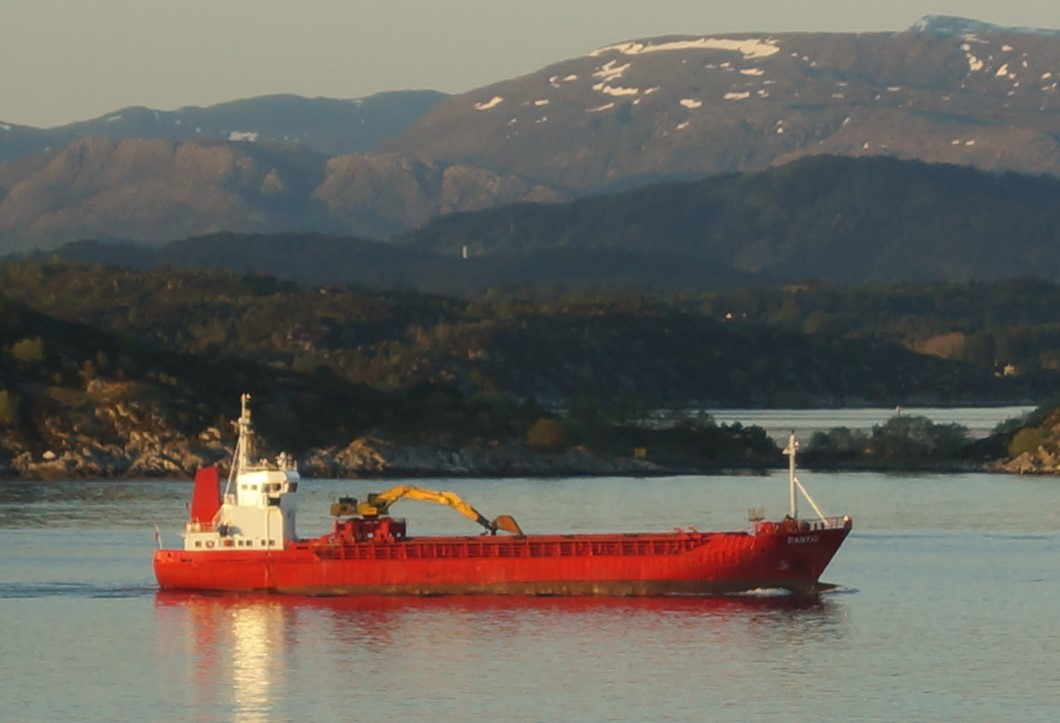
Die Dantic mit nachgerüstetem Bagger

Die Schiffe verfügen über ein achtern angeordnetes Deckshaus über dem Maschinenraum und einem einzelnen mittschiffs angeordneten Laderaum von weitestgehend unverbauter Form ohne Unterstau und erhöhtem Vorschiff. Die 37,10 Meter lange und 9,00 Meter breite Luke des Laderaums wird mit zwei Paaren Faltlukendeckeln verschlossen. Die Tragfähigkeit der 63,00 Meter langen und 11,30 Meter breiten Schiffe liegt bei 1100 Tonnen bei einem Tiefgang von 3,37 Metern. Die Schiffe erhielten beim Bau kein Ladegeschirr, bei einigen Einheiten wurde aber ein Bagger zum bordeigenen Ladungsumschlag nachgerüstet.
Der Antrieb der Baureihe besteht aus einem rund 440 Kilowatt leistenden Viertakt-Dieselmotor, der eine Geschwindigkeit von etwa zehn Knoten erlaubt. Es kamen verschiedene Baumuster der Hersteller Callesen und MWM zum Einsatz.

## Die Schiffe
| Tora      | Husumer Schiffswerft/1467 | 8010415 | 6. März 1981     | Hinz & Fischer, Husum                                      | 1996 Ingeborg Pilot, 2012 Caleta Angelmo, so in Fahrt.                                   |
| Irmgard   | Husumer Schiffswerft/1477 | 8124498 | 3. Dezember 1981 | Heinrich Thordsen, Husum                                   | 2007 Dantic, so in Fahrt.                                                                |
| Elisabeth | Husumer Schiffswerft/1487 | 8303173 | 1. Juni 1983     | Heinrich Thordsen, Husum                                   | 2007 CEG Cosmos, so in Fahrt.                                                            |
| Ute       | Husumer Schiffswerft/1488 | 8318063 | 29. März 1984    | Reinhold Fischer, Stade                                    | 2004 Suledrott, 2019 Barents Ocean, so in Fahrt.                                         |
| Gesche    | Kröger-Werft/1512         | 8411231 | 28. Februar 1985 | P. Jürgens, Rendsburg                                      | 1997 Ingrid Maria, 2005 Comabar, so in Fahrt.                                            |
| Alko      | Kröger-Werft/1514         | 8417259 | 27. Juni 1985    | W. & H. Koppelmann, Bützfleth                              | 1996 Myraas, 2007 Sandfelli, 2008 Hav Sund, 2013 Skansanes, 2017 Eikefjord, so in Fahrt. |
| Eros      | Kröger-Werft/1520         | 8516263 | 21. Februar 1986 | M.S. „Eros“ Chr. Jakobs Schiffahrtsgesellschaft, Buxtehude | 1997 Frifjord , 2019 CEG Galaxy, so in Fahrt.                                            |